# Esqui cross-country nos Jogos Olímpicos de Inverno de 1994
O esqui cross-country nos Jogos Olímpicos de Inverno de 1994 consistiu de dez eventos, sendo cinco masculinos e cinco femininos. As provas foram disputadas no Birkebeineren Skistadion em Lillehammer, na Noruega.

## Medalhistas
Masculino
| Evento                               | Ouro                                                                       | Prata                                                                  | Bronze                                                                  |
| ------------------------------------ | -------------------------------------------------------------------------- | ---------------------------------------------------------------------- | ----------------------------------------------------------------------- |
| 10 km clássico detalhes              | Bjørn Dæhlie NOR Noruega                                                   | Vladimir Smirnov KAZ Cazaquistão                                       | Marco Albarello ITA Itália                                              |
| 30 km clássico detalhes              | Thomas Alsgaard NOR Noruega                                                | Bjørn Dæhlie NOR Noruega                                               | Mika Myllylä FIN Finlândia                                              |
| 50 km livre detalhes                 | Vladimir Smirnov KAZ Cazaquistão                                           | Mika Myllylä FIN Finlândia                                             | Sture Sivertsen NOR Noruega                                             |
| Perseguição combinada 15 km detalhes | Bjørn Dæhlie NOR Noruega                                                   | Vladimir Smirnov KAZ Cazaquistão                                       | Silvio Fauner ITA Itália                                                |
| Revezamento 4x10 km detalhes         | Maurilio De Zolt Marco Albarello Giorgio Vanzetta Silvio Fauner ITA Itália | Sture Sivertsen Vegard Ulvang Thomas Alsgaard Bjørn Dæhlie NOR Noruega | Mika Myllylä Harri Kirvesniemi Jari Räsänen Jari Isometsä FIN Finlândia |

Feminino
| Evento                               | Ouro                                                                   | Prata                                                                    | Bronze                                                                        |
| ------------------------------------ | ---------------------------------------------------------------------- | ------------------------------------------------------------------------ | ----------------------------------------------------------------------------- |
| 5 km clássico detalhes               | Lyubov Yegorova RUS Rússia                                             | Manuela Di Centa ITA Itália                                              | Marja-Liisa Kirvesniemi FIN Finlândia                                         |
| 15 km clássico detalhes              | Manuela Di Centa ITA Itália                                            | Lyubov Yegorova RUS Rússia                                               | Nina Gavrilyuk RUS Rússia                                                     |
| 30 km livre detalhes                 | Manuela Di Centa ITA Itália                                            | Marit Wold NOR Noruega                                                   | Marja-Liisa Kirvesniemi FIN Finlândia                                         |
| Perseguição combinada 10 km detalhes | Lyubov Yegorova RUS Rússia                                             | Manuela Di Centa ITA Itália                                              | Stefania Belmondo ITA Itália                                                  |
| Revezamento 4x5 km detalhes          | Yelena Välbe Larisa Lazutina Nina Gavrilyuk Lyubov Yegorova RUS Rússia | Trude Dybendahl Inger Helene Nybråten Elin Nilsen Anita Moen NOR Noruega | Bice Vanzetta Manuela Di Centa Gabriella Paruzzi Stefania Belmondo ITA Itália |

## Quadro de medalhas
| Ordem | País            | Medalha de ouro | Medalha de prata | Medalha de bronze |    |
| ----- | --------------- | --------------- | ---------------- | ----------------- | -- |
| 1     | NOR Noruega     | 3               | 4                | 1                 | 8  |
| 2     | ITA Itália      | 3               | 2                | 4                 | 9  |
| 3     | RUS Rússia      | 3               | 1                | 1                 | 5  |
| 4     | KAZ Cazaquistão | 1               | 2                |                   | 3  |
| 5     | FIN Finlândia   |                 | 1                | 4                 | 5  |
| TOTAL | TOTAL           | 10              | 10               | 10                | 30 |